# همایش پاسیفیک-۱۲

همایش پاسیفیک-۱۲ (Pacific-12 Conference) معروف به پک-۱۲ (PAC-12) تأسیس ۱۹۱۵ میلادی نام یک لیگ ورزشی دانشگاهی در آمریکا است.
این همایش یکی از پنج همایش بزرگ آمریکا بوده و متشکل از ۱۲ دانشگاه است.